# Biechów
Biechów (deutsch Bechau) ist eine Ortschaft der Landgemeinde Pakosławice im Powiat Nyski der Woiwodschaft Oppeln in Polen. 

## Geographie

### Geographische Lage
Das Straßendorf Biechów liegt im Südwesten der historischen Region Oberschlesien. Der Ort liegt etwa acht Kilometer westlich des Gemeindesitzes Pakosławice, etwa elf Kilometer nordwestlich der Kreisstadt Nysa und etwa 55 Kilometer südwestlich der Woiwodschaftshauptstadt Opole.
Biechów liegt in der Nizina Śląska (Schlesische Tiefebene) innerhalb der Równina Grodkowska (Grottkauer Ebene). Der Ort liegt am Rande des Biechowski Las (Bechauer Wald).

### Ortsteile
Ortsteile von Biechów sind Godkowice (Guttwitz) und Radowice (Vorwerk Rottwitz).

### Nachbarorte
Nachbarorte von Biechów sind im Osten Smolice (Schmollwitz), im Süden Nowaki (Nowag) und im Südwesten Słupice (Schlaupitz).

## Geschichte

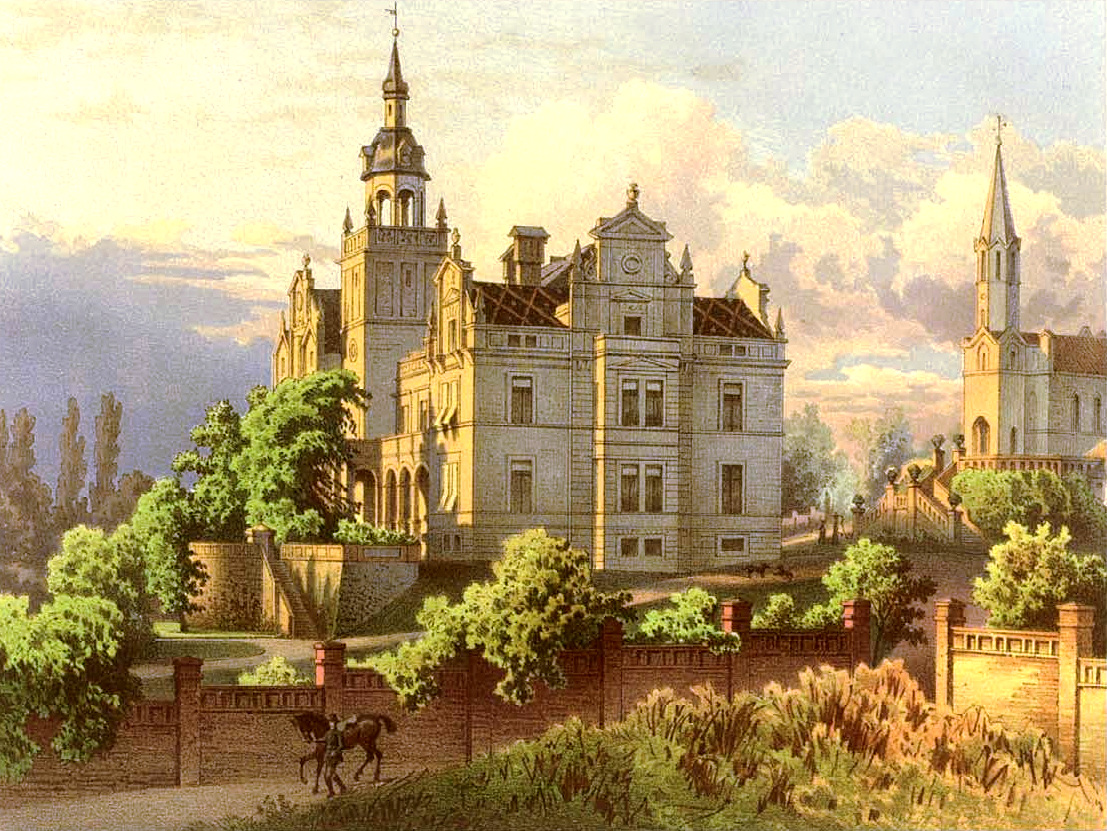
Schloss Bechau um 1860, Sammlung Alexander Duncker

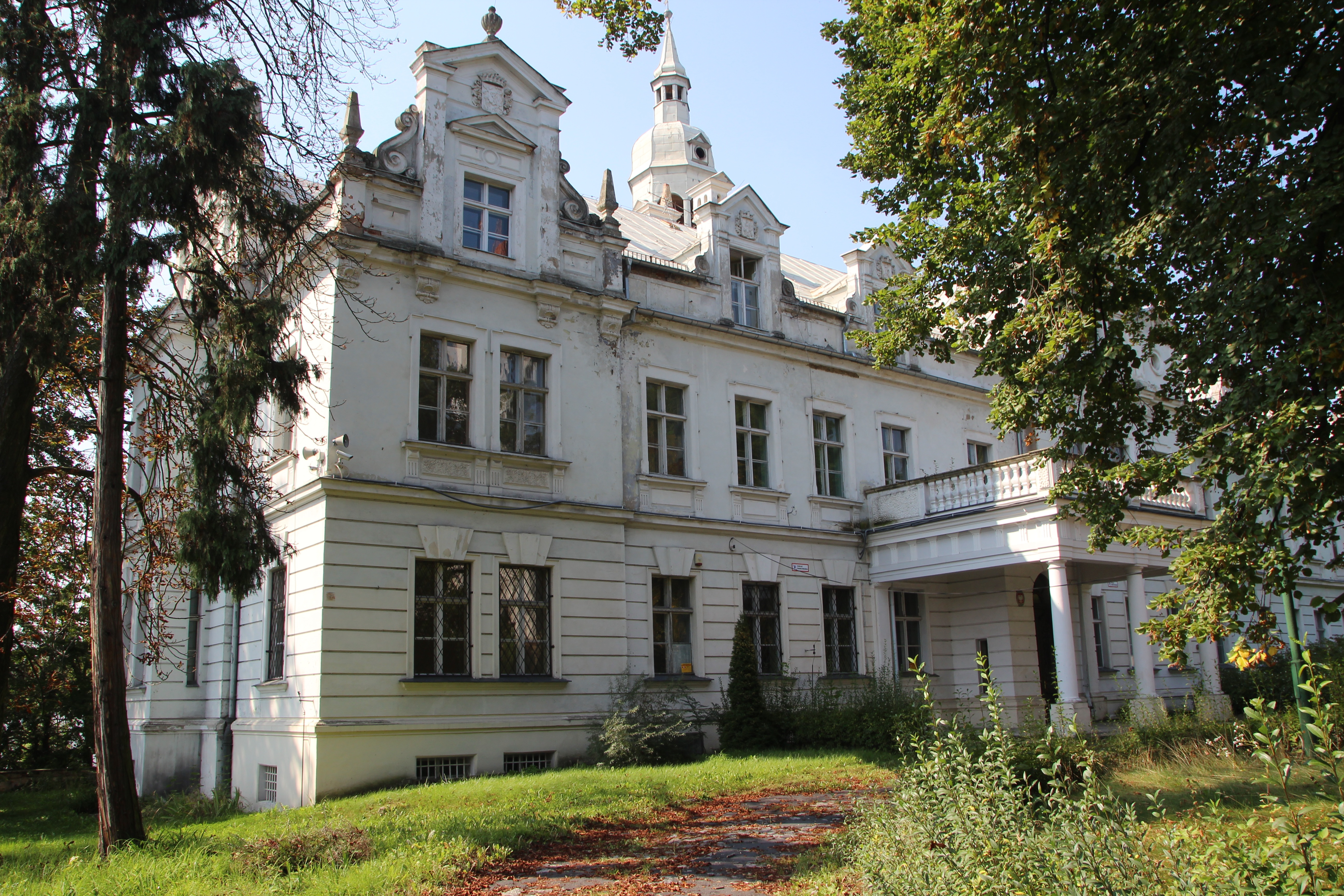
Schloss Bechau (2014)

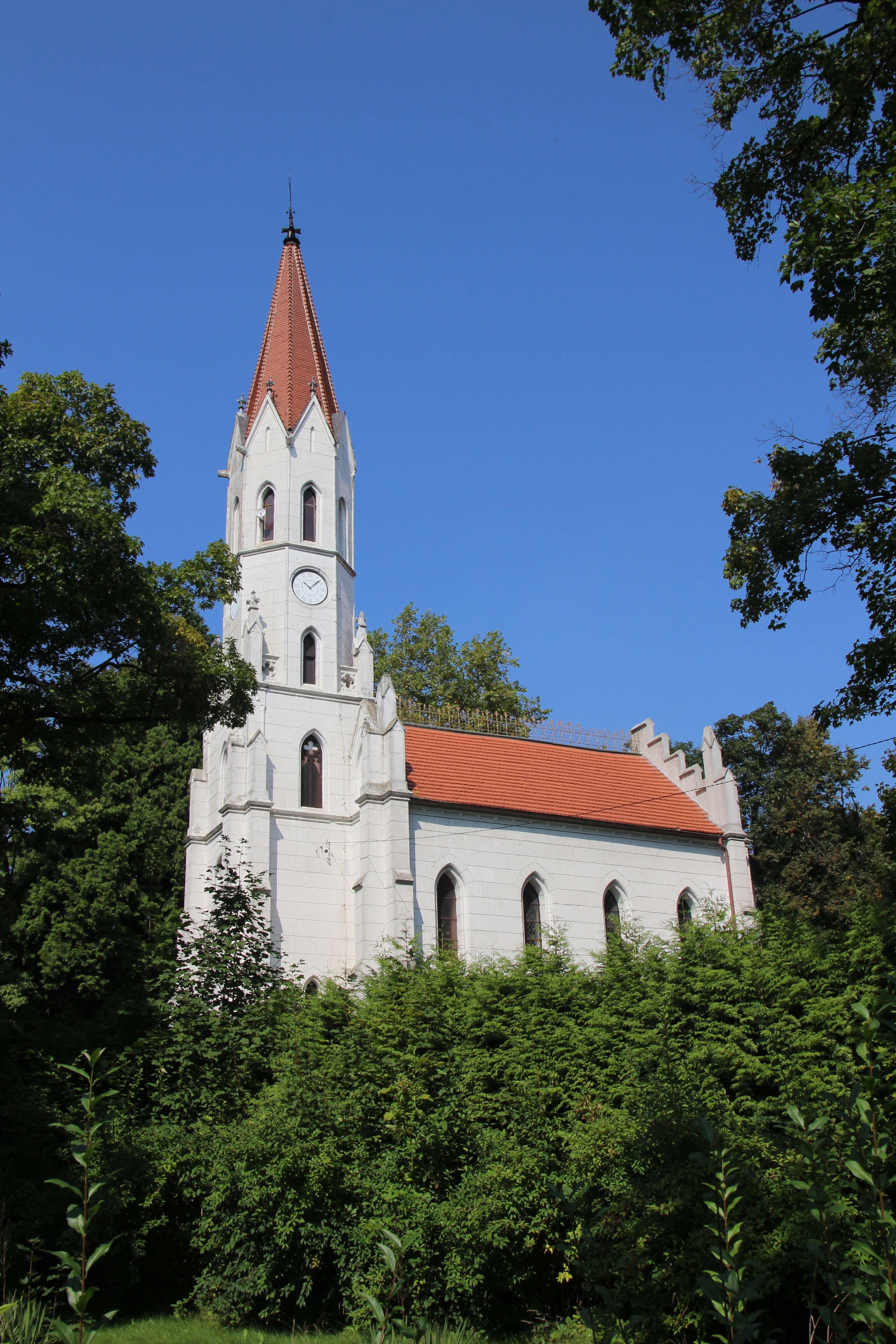
Schlosskapelle

Biechów wurde erstmals um 1300 als Bechow urkundlich erwähnt. Es gehörte zur Kastellanei Ottmachau und gelangte zusammen mit dieser an das Fürstentum Neisse, das den Breslauer Bischöfen gehörte und erst 1333 die volle Landeshoheit erlangte. 1342 unterstellte Bischof Preczlaw von Pogarell das Fürstentum Neisse mit den zugehörigen Gebieten als ein Lehen dem böhmischen König Johann von Luxemburg und damit unter die Krone Böhmen, die 1526 an die Habsburger gelangte. Die Grundherrschaft Bechau wechselte mehrmals ihren Besitzer. Im 16. Jahrhundert gehörte sie dem Notar der bischöflichen Kanzlei und Schweidnitzer Landeshauptmann Matthäus von Logau († 1567), dessen Sohn der Breslauer Bischof Kaspar von Logau war. Nach dem Dreißigjährigen Krieg erwarb Georg Ludwig von Starhemberg die Herrschaft Bechau, der sie 1658 den Grafen von Hoditz verkaufte. 1720 gelangte sie an die Familie von Montbach.
Nach dem Ersten Schlesischen Krieg 1742 fiel Stephansdorf mit dem größten Teil Schlesiens an Preußen.
Nachdem der preußische Anteil des Fürstentums Neisse 1810 säkularisiert und der weltlichen Macht unterstellt wurde, wurde Bechau 1815 dem Landkreis Neisse im Regierungsbezirk Oppeln eingegliedert. 1845 bestanden im Dorf eine Schlosskapelle, eine Mühle sowie 31 weitere Häuser. Im gleichen Jahr lebten in Bechau 235 Menschen, davon neun evangelisch. 1855 lebten 289 Menschen im Ort. 1856 gelangte die Herrschaft Bechau an den Grafen Eloi Maria Matuschka-Topolczan (1834–1884), der den Wiederaufbau des 1854 abgebrannten Schlosses veranlasste. 1865 bestanden im Ort 19 Gärtner- und vier Häuslerstellen sowie eine Mühle und eine Schule. 1874 wurde er in seiner Eigenschaft als Rittergutsbesitzer Amtsvorsteher des neu gebildeten Amtsbezirks Bechau, zu dem auch die Dörfer Guttwitz (seit 1945 Godkowice), Rottwitz (Radowice) und Schlaupitz (Słupice) sowie die gleichnamigen Gutsbezirke gehörten. 1885 bestand Bechau aus 389 Einwohnern.
1932 wurde ein Teilgebiet der Landgemeinde Bechau (18,475 ha) in den Landkreis Grottkau umgegliedert. 1933 wurden 437 Einwohner gezählt, 1939 waren es 419. Bis 1945 befand sich der Ort im Landkreis Neisse.
Als Folge des Zweiten Weltkriegs fiel Bechau 1945 wie fast ganz Schlesien an Polen und wurde in Biechów umbenannt. Die deutsche Bevölkerung wurde weitgehend vertrieben. Die neuen Bewohner waren zum Teil Heimatvertriebene aus Ostpolen. 1950 kam Biechów zur Woiwodschaft Oppeln. 1999 kam der Ort zum wiedergegründeten Powiat Nyski.

## Sehenswürdigkeiten
- Das Schloss Bechau wurde 1856–1863 durch den Gutsbesitzer Eloi Maria Graf Matuschka-Topolczan nach Entwurf des Architekten Carl Johann Lüdecke im Stil der Neorenaissance errichtet.[8][9] Nach 1945 wurde das Schloss teilweise für schulische Zwecke genutzt. Heute beherbergt es eine Lehranstalt für Ernährung und Hauswirtschaft. Ein Teil der Gemälde der bis 1945 bedeutenden Gemälde- und Kunstgalerie befindet sich heute im Museum in Nysa (Muzeum Nyskie).
- Schlosskapelle im Stil der Neugotik, errichtet Anfang des 20. Jahrhunderts
- 400-jährige Eiche an der Straße in Richtung Grodków